# Teresa Weyna
Teresa Urszula Weyna (ur. 30 maja 1950 w Toruniu) – polska łyżwiarka figurowa, startująca w parach tanecznych z Piotrem Bojańczykiem. Uczestniczka igrzysk olimpijskich w Innsbrucku (1976), uczestniczka mistrzostw Europy i świata, 9-krotna mistrzyni Polski (1968–1976). 
Weyna urodziła się jako jedna z pięciu córek Alfreda Kazimierza Weyny i Urszuli Jadwigi Falkowskiej. Łyżwiarstwo figurowe uprawiały też jej cztery siostry, a Zofia i Maria należały do krajowej czołówki tańców na lodzie (mama Urszula była działaczką, przez wiele lat szefową sekretariatu na najważniejszych łyżwiarskich zawodach w kraju). Z byłym mężem ma córki bliźniaczki – Karolinę i Katarzynę (ur. 1979) oraz syna Bartosza (ur. 1980). 
W trakcie kariery reprezentowała następujące kluby łyżwiarskie: Pomorzanin Toruń (1960–71), Warszawianka (1972), Ogniwo Warszawa (1973–75) i Marymont Warszawa (1976), wraz z partnerem sportowym byli trenowani przez Jana Bojańczyka w Toruniu i Annę Bursche-Lindner w Warszawie.
Po zakończeniu kariery amatorskiej została trenerką łyżwiarstwa figurowego i została pionierką łyżwiarstwa synchronicznego w Polsce. Zaczęła rozwijać tę dyscyplinę w gdańskim Uczniowskim Klubie Sportowym Łyżwiarstwa Synchronicznego „Oliwia” (założyła grupę „Amber Dance”).

## Osiągnięcia
Z Piotrem Bojańczykiem
| Zawody               | 67–68          | 68–69          | 69–70          | 70–71          | 71–72          | 72–73          | 73–74          | 74–75          | 75–76          |                |                |                |                |                |                |                |                |
| Międzynarodowe       | Międzynarodowe | Międzynarodowe | Międzynarodowe | Międzynarodowe | Międzynarodowe | Międzynarodowe | Międzynarodowe | Międzynarodowe | Międzynarodowe | Międzynarodowe | Międzynarodowe | Międzynarodowe | Międzynarodowe | Międzynarodowe | Międzynarodowe | Międzynarodowe | Międzynarodowe |
| -------------------- | -------------- | -------------- | -------------- | -------------- | -------------- | -------------- | -------------- | -------------- | -------------- | -------------- | -------------- | -------------- | -------------- | -------------- | -------------- | -------------- | -------------- |
| Igrzyska olimpijskie |                |                |                |                |                |                |                |                | 9              |                |                |                |                |                |                |                |                |
| Mistrzostwa świata   |                |                | 13             | 14             | 13             |                | 10             | 7              | 9              |                |                |                |                |                |                |                |                |
| Mistrzostwa Europy   | 16             | 15             | 9              | 9              | 9              | 12             | 9              | 8              | 7              |                |                |                |                |                |                |                |                |
| Prize of Moscow News |                |                |                |                |                |                | 6              | 3              |                |                |                |                |                |                |                |                |                |
| Krajowe              |                |                |                |                |                |                |                |                |                |                |                |                |                |                |                |                |                |
| Mistrzostwa Polski   | 1              | 1              | 1              | 1              | 1              | 1              | 1              | 1              | 1              |                |                |                |                |                |                |                |                |